# Tom Choi
Tom T. Choi, född 31 januari 1980 i Daegu i sydöstra Sydkorea, är en sydkoreansk-amerikansk skådespelare. Han är mest känd för att medverka i TV-serien Teen Wolf, samt som röstskådespelare i TV- och datorspelsserien Mortal Kombat. Han medverkade bland annat i den första säsongen av Netflixserien Squid Game.

## Biografi
Tom Choi föddes i Sydkoreas tredje största stad Daegu, och flyttade sedan som fyraåring till Des Moines i Iowa. Sedan han tagit examen från high school flyttade han till Seattle, där han avlade en kandidatexamen i drama vid University of Washington. Han flyttade sedan Los Angeles där han agerade som skådespelare i både film, TV och reklamer. Han studerade på film- och TV-skolan LACC School of Cinema and Television där han studerade skådespeleri samt att producera, regissera och skriva film- och TV-produktioner.

## Karriär
Tom Choi började arbeta inom film och TV år 1998. Han har därefter gjort ett flertal framträdanden inom film- och TV-branschen, bland annat i rollen som Ken Yukimara i TV-serien Teen Wolf, och Liu Kang i TV- och datorspelsserien Mortal Kombat (röstroll). Han driver det egna produktionsbolaget Tension Films. Han har även varit styrelseledamot i en Los Angeles-baserad lokalavdelning av fackföreningen SAG-AFTRA.

## Filmografi (i urval)

### Filmer
- 2002 – Minority Report
- 2011 – Hall Pass
- 2012 – God's Country
- 2014 – In Your Eyes
- 2017 – Tjejresan
- 2017 – Geostorm
- 2018 – Truth or Dare[3]
- 2018 – Beautiful Boy

### TV-serier
- 1998 – Pacific Blue (TV-serie)
- 2004 – The Shield (TV-serie)
- 2005 – Grey's Anatomy (TV-serie)
- 2005 – Wanted (TV-serie)
- 2005 – Las Vegas (TV-serie)
- 2006 – Bones (TV-serie)
- 2006 – Criminal Minds (TV-serie)
- 2007 – CSI: Miami (TV-serie)
- 2007 – General Hospital (TV-serie)
- 2007 – Brothers & Sisters (TV-serie)
- 2007–2008 – Women's Murder Club (TV-serie)
- 2008 – Prison Break (TV-serie)
- 2009 – Private Practice (TV-serie)
- 2009 – Ghost Whisperer (TV-serie)
- 2009 – Cityakuten (TV-serie)
- 2009 – 24 (TV-serie)
- 2010 – Leverage (TV-serie)
- 2010 – The Forgotten (TV-serie)
- 2010 – Make It or Break It (TV-serie)
- 2010 – Det ljuva havslivet (TV-serie)
- 2011 – Chuck (TV-serie)
- 2011 – Franklin & Bash (TV-serie)
- 2011 – The Closer (TV-serie)
- 2012 – Kickin' It (TV-serie)
- 2013 – CSI: Crime Scene Investigation (TV-serie)
- 2013 – Southland (TV-serie)
- 2013 – Switched at Birth (TV-serie)
- 2013 – House of Lies (TV-serie)
- 2013 – A.N.T. – Avancerad Ny Talang (TV-serie)
- 2013–2016 – NCIS: Los Angeles (TV-serie)
- 2014 – Våra bästa år (TV-serie)
- 2014–2016 – Teen Wolf (TV-serie)
- 2016 – Agent Carter (TV-serie)
- 2017 – Nicky, Ricky, Dicky & Dawn (TV-serie)
- 2017 – Hawaii Five-0 (TV-serie)
- 2017 – Bizaardvark (TV-serie)
- 2018 – Modern Family (TV-serie)
- 2021 – Squid Game (TV-serie)

### Spel
- 2008 – Mortal Kombat vs. DC Universe (röst)
- 2011 – Mortal Kombat (röst)
- 2015 – Mortal Kombat X (röst)
- 2015 – Batman: Arkham Knight (röst)
- 2019 – Death Stranding (röst)